# Kálmán Széll

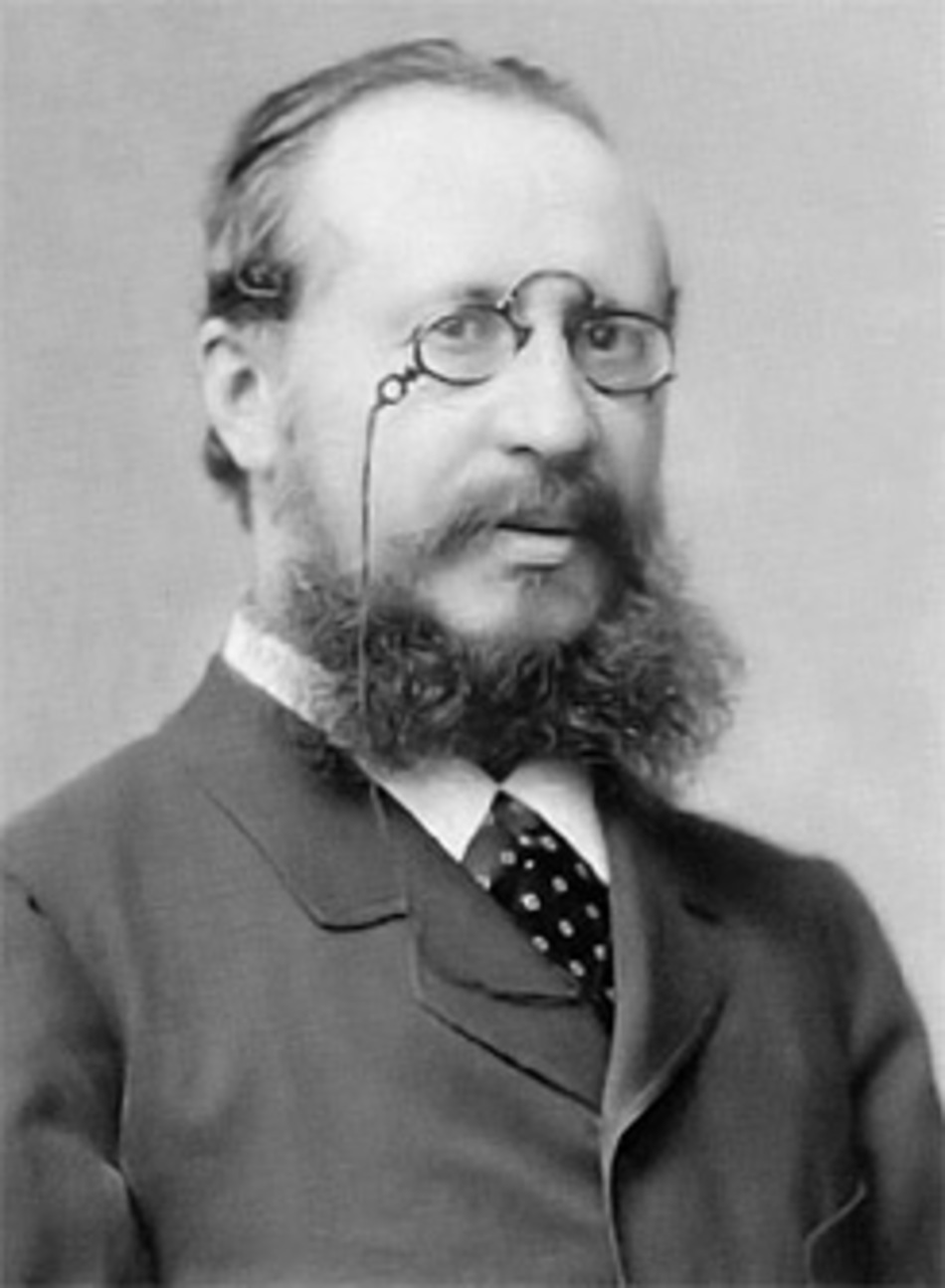
Kálmán Széll.

Kálmán Széll, född 8 juni 1845 i Gasztony, död 16 augusti 1915 på sitt gods Rátót, var en ungersk politiker. 
Széll var från 1867 deputerad och blev med tiden en av de verksammaste och inflytelserikaste liberala politikerna. Han var 1875–78 finansminister och framlade som sådan en plan för finansernas reglering samt blev den 26 februari 1899 ministerpresident, men avgick den 16 juni 1903, då han inte kunde genomdriva en ny tulltariff och därmed reglera det handelspolitiska förhållandet till Österrike.